# Acropora paniculata
Acropora paniculata is een rifkoralensoort uit de familie van de Acroporidae. De wetenschappelijke naam van de soort is voor het eerst geldig gepubliceerd in 1902 door Verrill.